# HD 75556
HD 75556，又名BD+42 1935，SAO 42581、HR 3511，是一颗恒星，视星等为5.99，位于銀經179.43，銀緯39.62，其B1900.0坐标为赤經8h 45m 33.2s，赤緯+42° 39.62′ 43″。